# Kotra
Kotra es un pueblo y nagar Panchayat situado en el distrito de Jalaun en el estado de Uttar Pradesh (India). Su población es de 8390 habitantes (2011). 

## Demografía
Según el censo de 2011 la población de Kotra era de 8390 habitantes, de los cuales 4495 eran hombres y 3895 eran mujeres. Kotra tiene una tasa media de alfabetización del 73,86%, superior a la media estatal del 67,68%: la alfabetización masculina es del 81,83%, y la alfabetización femenina del 64,74%.